# Sutiava
Sutiava, ibland stavat Sutiaba, är en stadsdel (barrio) med 15 335 invånare (2005) i León, Nicaragua. Sutiava är ett gammalt indiansamhälle som redan existerade på 1500-talet. Under kolonialtiden var den huvudort för Corregimiento de Sutiava, som även inkluderade Chichigalpa, Posoltega, Posolteguilla, Quezalguaque och Telica. Sutiava inkorporerades 1903 med grannkommunen León.

## Bilder
|  |  |